# Krzyk 4
Krzyk 4 (ang. Scream 4, SCRE4M) – slasher oraz czwarta odsłona serii „Krzyk”. Reżyserem filmu został Wes Craven, a scenarzystą Kevin Williamson, znany jako autor Krzyku i Krzyku 2.
Początkowo seria miała być trylogią, ale po dziesięciu latach Bob Weinstein ogłosił, że czas pomiędzy trzecią i czwartą częścią był poświęcony dla innego filmu. Nowa odsłona Krzyku będzie pierwszym filmem z nowej trylogii, na czas kręcenia której podpisano kontrakt zarówno z Cravenem, jak i Williamsonem. Zdjęcia rozpoczęły się w okolicach Ann Arbor w stanie Michigan w dniu 28 czerwca 2010, a zakończyły 24 września 2010. Film miał swoją światową premierę 11 kwietnia 2011 roku.

## Opis fabuły
Akcja czwartej części rozpoczyna się dziesięć lat po zakończeniu tej znanej z poprzedniej części. Sidney Prescott, obecnie została autorką poradnika i wyruszyła w trasę promującą jej nową książkę – ostatnim przystankiem trasy promocyjnej jest jej rodzinne miasto Woodsboro. Po powrocie do domu szybko nawiązuje kontakt z szeryfem Deweyem i Gale, którzy są teraz w związku małżeńskim, jak również ze swoją kuzynką Jill i ciotką Kate. Niestety, powrót Sidney nie jest zbyt szczęśliwy, razem z nią w mieście pojawił się również Ghostface, przez co Sidney, Gale, i Dewey, Jill i jej przyjaciele oraz całe miasto Woodsboro znalazło się w niebezpieczeństwie.

## Obsada
- Neve Campbell – Sidney Prescott
- David Arquette – szeryf Dwight „Dewey” Riley
- Courteney Cox – Gale Riley
- Emma Roberts – Ghostface #1 / Jill Roberts
  - Roger L. Jackson – Ghostface (głos)
- Hayden Panettiere – Kirby Reed
- Rory Culkin – Ghostface #2 / Charlie Walker
- Marley Shelton – z-czyni szeryfa Judy Hicks
- Nico Tortorella – Trevor Sheldon
- Erik Knudsen – Robbie Mercer
- Mary McDonnell – Kate Roberts
- Marielle Jaffe – Olivia Morris
- Anthony Anderson – detektyw Anthony Perkins
- Adam Brody – z-ca szeryfa Ross Hoss
- Alison Brie – Rebecca Walters
- Aimee Teegarden – Jenny Randall
- Brittany Robertson – Marnie Cooper
- Lucy Hale – Sherrie Marconi
- Shenae Grimes – Trudie Harrold
- Anna Paquin – Rachel Milles
- Kristen Bell – Chloe Garrett